# Dioscorea sinoparviflora
Dioscorea sinoparviflora är en enhjärtbladig växtart som beskrevs av C.T.Ting, M.G.Gilbert och Nicholas J. Turland. Dioscorea sinoparviflora ingår i släktet Dioscorea och familjen Dioscoreaceae. Inga underarter finns listade i Catalogue of Life.